# Барум (Ильменау)
Барум (нем. Barum) — община в Германии, в земле Нижняя Саксония.
Входит в состав района Люнебург. Подчиняется управлению Бардовик. Население составляет 1901 человек (на 31 декабря 2010 года). Занимает площадь 9,8 км².
Коммуна подразделяется на 3 сельских округа.